# Bătălia de la Megiddo (1457 î.Hr.)
Într-o serie de campanii militare care au durat mai mult de 20 de ani, Tutmes al III-lea a condus armata Egiptului prin canioane montane periculoase și peste deserturi vaste. Victoria sa cea mai faimoasă - ocuparea orașului Megiddo, la nord de Palestina - a fost prima bătălie înregistrată în totalitate din istorie. Trupele sale au capturat mai mult de 2000 de cai de la dușmani.

## Bătălia
În anul 1469 î.Hr. a avut loc prima bătălie care a primit "nume". Triburile Rebele “Asiatice” sub comanda regelui din Kadesh și-au concentrat forțele în valea Meghido, la nord de Muntele Carmel. Hyksosii s-au expus avanpost puternic, pentru a evita un atac surpriză dat de egipteni și de a păstra în mâinile lor muntele. Probabil, rebelii erau superior numeric armatei faraonului. Tutmes a  trecut munții Carmel, cunoscând tacticile rebelilor și a sosit în valea Meghido. Apărătorii au fost împrăștiați. Faraonul a condus personal atacul. Pe malurile râului Keen, egiptenii au organizat o tabără fortificată. Hyksosii nu au îndrăznit să o atace.
Regele Kades a condus trupele sale de la sat la orașul Tannah și le-a așezat pe deal, convenabil pentru luptă și a fortificat forțele.
Faraonul a aliniat armata în centru și două aripi - dreapta și stânga.
Aripa Dreapta (din sud) începe manevra Fender ii distrage pe câmpul de luptă pe rebelii. Planul faraonului a fost un succes, Faraonul Tutmes a condus personal atacul de la nord (din stânga), dovedindu-se un atac bine gândit între cetate și flancul inamic.
Rebelii au fost zdrobiți de carele din apropiere, urmată de mutarea în rândurile de infanteria densă - lăncierii și soldații cu săbiile. Flancul inamicului a fost înconjurat. A început exterminarea  permanentă a armatei regelui cetății Kadesh, care a pierdut lupta.
Bătălia de la Megiddo a fost scurtă și s-a încheiat cu victoria egiptenilor, zdrobind triburile rebele. Ei au urmărit restul armatelor ce au fugit din valea Megiddo, risipiți în munții din jur. Regele de Kades a reușit să-și evite moartea și captivitatea, fiind adăpostit în cetate. O parte a supraviețuitorilor din trupelor hyksosilor au început să se adune.

## Urmări

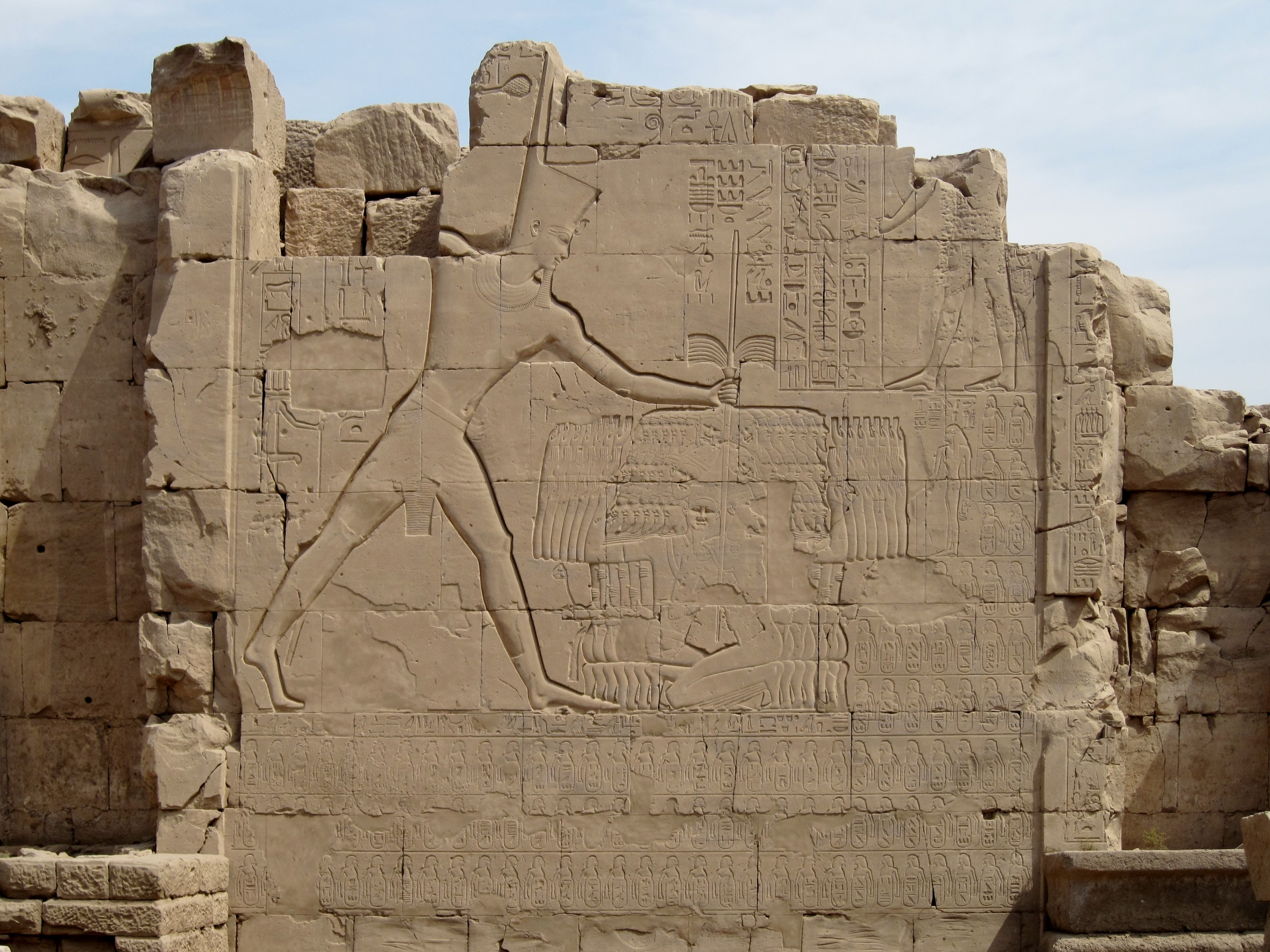
Tutmes III in lupta-Templul de la Karnak

După victorie, egiptenii au asediat orașul cetate Megiddo.
Faraonul a supravegheat personal asediul, înconjurând cetatea cu un zid construit. El a rămas cu  personalul său pentru a consolida, aliniamentul la est de cetate asediată. Tutmes “a examinat toate, ceea ce a fost făcut”. Regele Kadeshului a reușit însă să fugă din Megiddo. După câteva zile de asediu, apărătorii au prădat fără milă cetatea.
Prăzile au fost uriașe: 924 care Hiksose, 2238 de cai, 200 de seturi de arme militare, recolta de cereale din Valea Ezdraelona, 2000 capete de bovine. Bătălia de la Megiddo a fost începutul unui șir de războaie împotriva hyksosilor, a rebelilor egipteni și a altor triburi din Palestina.